# Хаммад, Якин
Якин Хадер Фатхи Хаммад (араб. يقين خضر فتحي حماد‎,  2013 — 23 мая 2025, Дейр-эль-Балах, сектор Газа) — палестинская девочка, которая была самым юным инфлюэнсером из сектора Газа и погибла в результате авиаудара ЦАХАЛ.

## Биография
Во время войны в секторе Газа девочка вместе со своим старшим братом помогала раздавать населению гуманитарную помощь — еду, одежду и игрушки для детей. Она публиковала об этом видеосообщения в социальных сетях, в частности в Instagram. Их просматривали десятки тысяч людей. Она писала, что пытается принести немного радости другим детям, чтобы они хотя бы на время могли забыть о войне.
23 мая 2025 года 11-летняя девочка погибла в результате авиаудара ЦАХАЛ по городу Дейр-эль-Балах, где она жила.